# Excalibur (Valleyfair)
Excalibur in Valleyfair! (Shakopee, Minnesota, USA) ist eine Stahlachterbahn vom Modell Special Coaster Systems des Herstellers Arrow Dynamics, die 1989 eröffnet wurde.
Sie ist 30,5 m hoch und besitzt eine erste Abfahrt von 32 m, auf der sie eine Höchstgeschwindigkeit von 87,7 km/h erreicht. Excalibur ist eine von nur wenigen Achterbahnen weltweit mit Stahlschienen und Holzstruktur. Zwei weitere Achterbahnen dieser Kategorie sind Gemini und Cedar Creek Mine Ride in Cedar Point.
Einige Jahre nachdem die Bahn gebaut wurde, wurden Reduzierbremsen am Scheitelpunkt des ersten Hügels errichtet und die Schienen des Tiefpunktes und der ersten Hälfte der Kurve wurden ausgetauscht, um die Rauheit zu reduzieren. Der Fotopunkt und das Fotogeschäft wurden ebenso entfernt. Der Fotoladen wurde durch einen Imbissstand ersetzt.

## Züge
Excalibur besitzt zwei Züge mit jeweils fünf Wagen. In jedem Wagen können sechs Personen (drei Reihen à zwei Personen) Platz nehmen.